# 赵爽
赵爽（？—？），一名婴，字君卿，是中国在三国时期吴国的数学家。生卒年不详，是否生活在三国时代其实也受质疑，著有《周髀算經注》，即对《周髀算經》的详细注释。

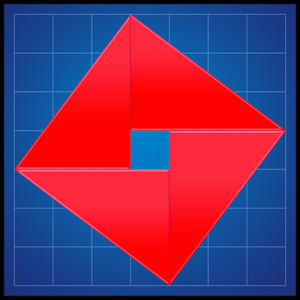
赵爽勾股圆方图

## 生平
依记载赵爽曾研究过东汉张衡关于天文学的著作《灵宪》和刘洪的《乾象历》。
约在公元222年，赵爽深入研究《周髀算经》，并写了序言及详细注释，其中有530余字对《勾股圆方图》的注文，即《勾股圆方图说》，是数学史上具有价值的文献。

## 学术贡献

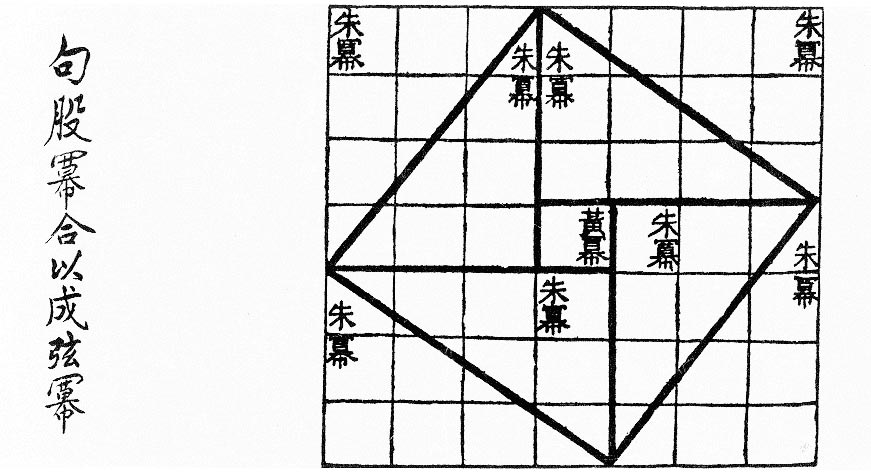
《周髀算經》的《勾股圆方图》

周朝的《周髀算經》内有勾股定理及《勾股圆方图》，但没有证明定理。而赵爽在《周髀算經注》中有《勾股圆方图说》，解释并证明了勾股定理。
《勾股圆方图说》的内容有：
- “勾股各自乘，併之，为弦实。开方除之，即弦。”

解:
- “勾”、“股”为直角三角形的二直角边边长。现代数学多以{\displaystyle \ a}及{\displaystyle \ b}代表。
- “勾股各自乘，併之，为弦实。”是指{\displaystyle \ a^{2}+b^{2}=c^{2}}，即现代的勾股定理公式。
- “弦”为直角三角形的斜边边长；现代数学多以{\displaystyle \ c}表示。
- “开方除之，即弦。”，开方是找出平方根，全句是指{\displaystyle {\sqrt {c^{2}}}=c}。

证明方法为“按弦图，又可以勾股相乘为朱实二，倍之为朱实四，以勾股之差自相乘为中黄实，加差实，亦成弦实。”

赵爽 勾股圆方图证明勾股定理法

- 即是 {\displaystyle \ 2ab+(b-a)^{2}=c^{2}} 进行演算后将形成 {\displaystyle \ a^{2}+b^{2}=c^{2}}